# 에어 인디아 익스프레스 1344편 착륙 사고
에어 인디아 익스프레스 1344편 착륙 사고(영어: Air India Express Flight 1344)는 2020년 8월 7일, 인도 케랄라주 카리푸르 캘리컷 국제공항에서 발생한 항공사고이다. 아랍에미리트 두바이 두바이 국제공항에서 캘리컷 국제공항으로 향하던 에어 인디아 익스프레스 1344편이 활주로에 착륙하면서 기상 악화로 활주로 이탈을 하였고, 기체는 두동강이 났다.
기내에는 6명의 승무원과 185명의 승객이 탑승하고 있었으며, 조종사 전원을 포함하여 18명이 사망하였다.

## 같이 보기
- 에어 인디아 익스프레스 812편
- TAM 항공 3054편 활주로 이탈 사고
- 에어프랑스 358편 활주로 이탈 사고